# Mesochorus solidus
Mesochorus solidus är en stekelart som beskrevs av Dasch 1971. Mesochorus solidus ingår i släktet Mesochorus och familjen brokparasitsteklar. Inga underarter finns listade i Catalogue of Life.